# Elvio Selighini
Elvio Selighini (Novafeltria, 16 aprile 1955) è un allenatore di calcio ed ex calciatore italiano.

## Carriera

### Giocatore
Ha giocato nelle giovanili del Rimini e successivamente per alcuni anni a livello dilettantistico, terminando la carriera per proseguire gli studi universitari.

### Allenatore
Ha iniziato ad allenare nel 1980 nelle giovanili della società dilettantistica romagnola del Delfini, per poi passare dopo un anno al Novafeltria (con promozione dalla Seconda alla Prima Categoria) alle giovanili del Rimini (dove è rimasto fino al 1988), per una stagione nella prima squadra del Rivazzurra, per due in quella della Santarcangiolese (il primo in Interregionale ed il secondo in Promozione), per due in quella della Vadese (in Interregionale), nuovamente al Santarcangelo (in Eccellenza) e per una in quella del Riccione nel Campionato Nazionale Dilettanti. In seguito, dopo due stagioni nel settore giovanile del Bellaria come allenatore e responsabile del settore giovanile, nel 1997 è tornato ad allenare nel settore giovanile del Rimini nella squadra Berretti e negli Allievi Nazionali, incarico che ha ricoperto fino al 2005, con anche una parentesi di cinque partite (l'ultima giornata di campionato e le quattro partite di playoff) alla guida della prima squadra nella stagione 1999-2000 in Serie C2. Dal 2005 al 2007 ha invece allenato la squadra Primavera della formazione romagnola.
Dopo una stagione come vice di Leonardo Acori, nella stagione 2008-2009 ha allenato la prima squadra del Rimini in Serie B; è stato sostituito da Guido Carboni a partire dalla 38ª giornata di campionato, a seguito di una flessione che ha portato la squadra a ridosso della zona play-out.
In seguito ha allenato a più riprese nelle giovanili del Rimini, per cui dal 2011 ha ricoperto il ruolo di responsabile della scuola calcio; nella stagione 2013-2014 ha allenato gli Allievi Nazionali, lasciando l'incarico nel novembre 2013. Dal 5 febbraio 2014 è tornato a ricoprire il ruolo di allenatore della Berretti del Rimini. Dopo essere stato il tecnico del Viserbella in Prima Categoria nella stagione 2014-2015, nell'estate del 2015 è passato alla guida dell'Accademia Riminicalcio Vincenzo Bellavista, la quale si era appena fusa proprio con il Viserbella: dopo undici giornate ha lasciato la guida della prima squadra per poi dedicarsi al settore giovanile.
Parallelamente all'attività di allenatore ha sempre lavorato come professore di economia nel liceo economico di Santarcangelo di Romagna.

## Statistiche

### Statistiche da allenatore
Statistiche aggiornate al 20 gennaio 2019. In grassetto le competizioni vinte.
| Stagione        | Squadra         | Campionato      | Campionato | Campionato | Campionato | Campionato | Coppe nazionali | Coppe nazionali | Coppe nazionali | Coppe nazionali | Coppe nazionali | Coppe continentali | Coppe continentali | Coppe continentali | Coppe continentali | Coppe continentali | Altre coppe | Altre coppe | Altre coppe | Altre coppe | Altre coppe | Totale | Totale | Totale | Totale | % Vittorie | Piazzamento |
| Stagione        | Squadra         | Comp            | G          | V          | N          | P          | Comp            | G               | V               | N               | P               | Comp               | G                  | V                  | N                  | P                  | Comp        | G           | V           | N           | P           | G      | V      | N      | P      | %          | Piazzamento |
| --------------- | --------------- | --------------- | ---------- | ---------- | ---------- | ---------- | --------------- | --------------- | --------------- | --------------- | --------------- | ------------------ | ------------------ | ------------------ | ------------------ | ------------------ | ----------- | ----------- | ----------- | ----------- | ----------- | ------ | ------ | ------ | ------ | ---------- | ----------- |
| mag.-giu. 2000  | Rimini          | C2              | 1+3        | 1+2        | 0          | 0+1        | CI-C            | -               | -               | -               | -               | -                  | -                  | -                  | -                  | -                  | -           | -           | -           | -           | -           | 4      | 3      | 0      | 1      | 75,00      | Sub., 2º    |
| 2008-apr. 2009  | Rimini          | B               | 37         | 11         | 10         | 16         | CI              | 1               | 0               | 1               | 0               | -                  | -                  | -                  | -                  | -                  | -           | -           | -           | -           | -           | 38     | 11     | 11     | 16     | 28,95      | Eson.       |
| Totale Rimini   | Totale Rimini   | Totale Rimini   | 41         | 14         | 10         | 17         |                 | 1               | 0               | 1               | 0               |                    | -                  | -                  | -                  | -                  |             | -           | -           | -           | -           | 42     | 14     | 11     | 17     | 33,33      |             |
| 2014-2015       | Viserbella      | 1ª Cat.         | 30         | 8          | 10         | 12         | CI-1ª Cat.      | -               | -               | -               | -               | -                  | -                  | -                  | -                  | -                  | -           | -           | -           | -           | -           | 30     | 8      | 10     | 12     | 26,67      | 11º         |
| Totale carriera | Totale carriera | Totale carriera | 71         | 22         | 20         | 29         |                 | 1               | 0               | 1               | 0               |                    | -                  | -                  | -                  | -                  |             | -           | -           | -           | -           | 72     | 22     | 21     | 29     | 30,56      |             |

## Palmarès

### Allenatore

#### Competizioni regionali
- Seconda Categoria: 1

Novafeltria: 1981-1982